# Liste des chaînes télévisées éducatives arabes
 (juillet 2025).
Motif : Il est important que WP reste neutre. Les articles La TV d'Orange, Liste des chaînes de Bbox TV, Liste des chaînes de Freebox TV, Liste des chaînes de SFR TV, Liste des chaînes de Mediaserv, Liste des canaux Illico, etc... ont été supprimés, il serait donc plus juste de supprimer également cet article.
- Archive Wikiwix
- Bing
- Cairn
- DuckDuckGo
- E. Universalis
- Gallica
- Google
- G. Books
- G. News
- G. Scholar
- Persée
- Qwant
- (zh) Baidu
- (ru) Yandex
- (wd) trouver des œuvres sur Wikidata

| 1. | Préciser le motif de la pose du bandeau. | Précisez le motif de la pose du bandeau en utilisant la syntaxe suivante : {{admissibilité à vérifier\|date=juillet 2025\|motif=remplacez ce texte par le motif}}                                                   |
| 2. | Informer les utilisateurs concernés.     | Pensez à avertir le créateur de l'article, par exemple, en insérant le code ci-dessous sur sa page de discussion : {{subst:avertissement admissibilité à vérifier\|Liste des chaînes télévisées éducatives arabes}} |

Cet article contient une liste des chaînes de télévision éducatives des pays arabes.

## Maroc
- La Quatrième Arrabiâa [1]

## Égypte
- Nile Educational 1[2]
- Nile Educational 2[2]
- Nile Educational 3[2]
- Nile Educational 4[2]
- Nile Culture[2]
- Nile University 1 UNIV 1 [2]
- Cairo University 1 Cairo-Univ 1 [3]
- Cairo Univ 2 Univ2 [4]
- Nile AL Manara Culture Channel[2]

## Syrie
- Syrian Education[5]

## Iraq
- Iraqi EDU[6]

## Qatar
- JSC Al Jazeera Documentary[7]

## émirats arabes unis
- National Geographic Abu Dhabi[8]